# Edificio della Borsa Merci di San Paolo
L'Edificio della Borsa Merci di San Paolo (in portoghese Edifício da Bolsa de Mercadorias de São Paulo) è un edificio storico della città di San Paolo in Brasile. 

## Storia
L'edificio, progettato dall'architetto Felisberto Ranzini dello studio tecnico Ramos de Azevedo, Severo & Villares, venne costruito a partire dal 1928 e inaugurato nel 1934 per rispondere all'esigenza di riunire in un grande edificio con posizione centrale la Borsa Merci e l'Associazione Commerciale.
Il palazzo divenne sede del Primeiro Tribunal de Alçada Civil di São Paulo a partire dal 1977, quindi del Tribunale di Giustizia dello Stato di San Paolo con l'unificazione dei vari tribunali nel 2003.
L'edificio è vincolato dal 2015.

## Descrizione
L'edificio è situato nel centro di San Paolo. É composto da un corpo centrale affiancato da torrette angolari e si sviluppa in altezza per dieci piani. Presenta uno stile eclettico che incorpora elementi del neoclassicismo, dell'Art déco e dell'arte maia. Le decorazioni includono colonne doriche, bugnature e mascheroni.

## Galleria d'immagini

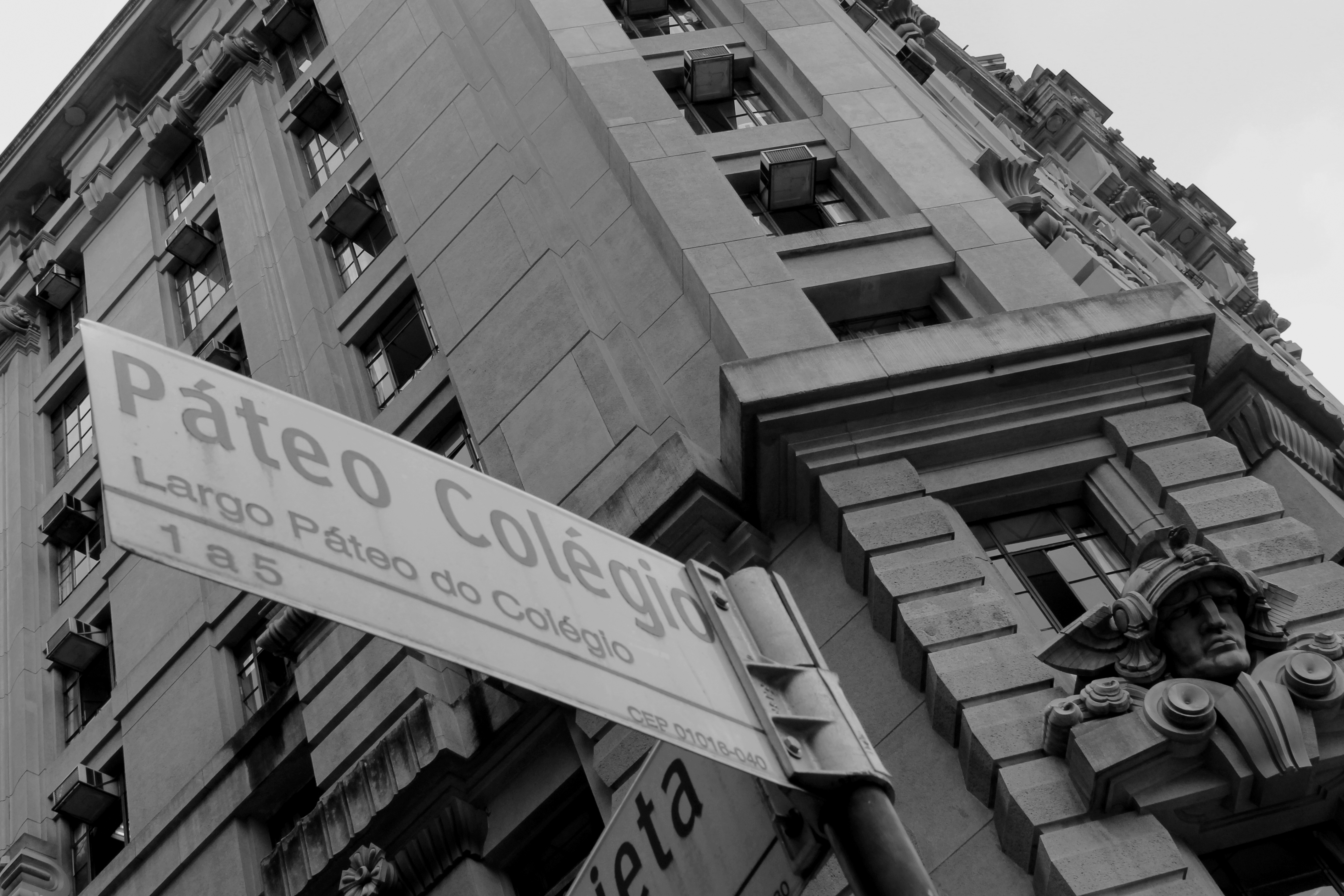
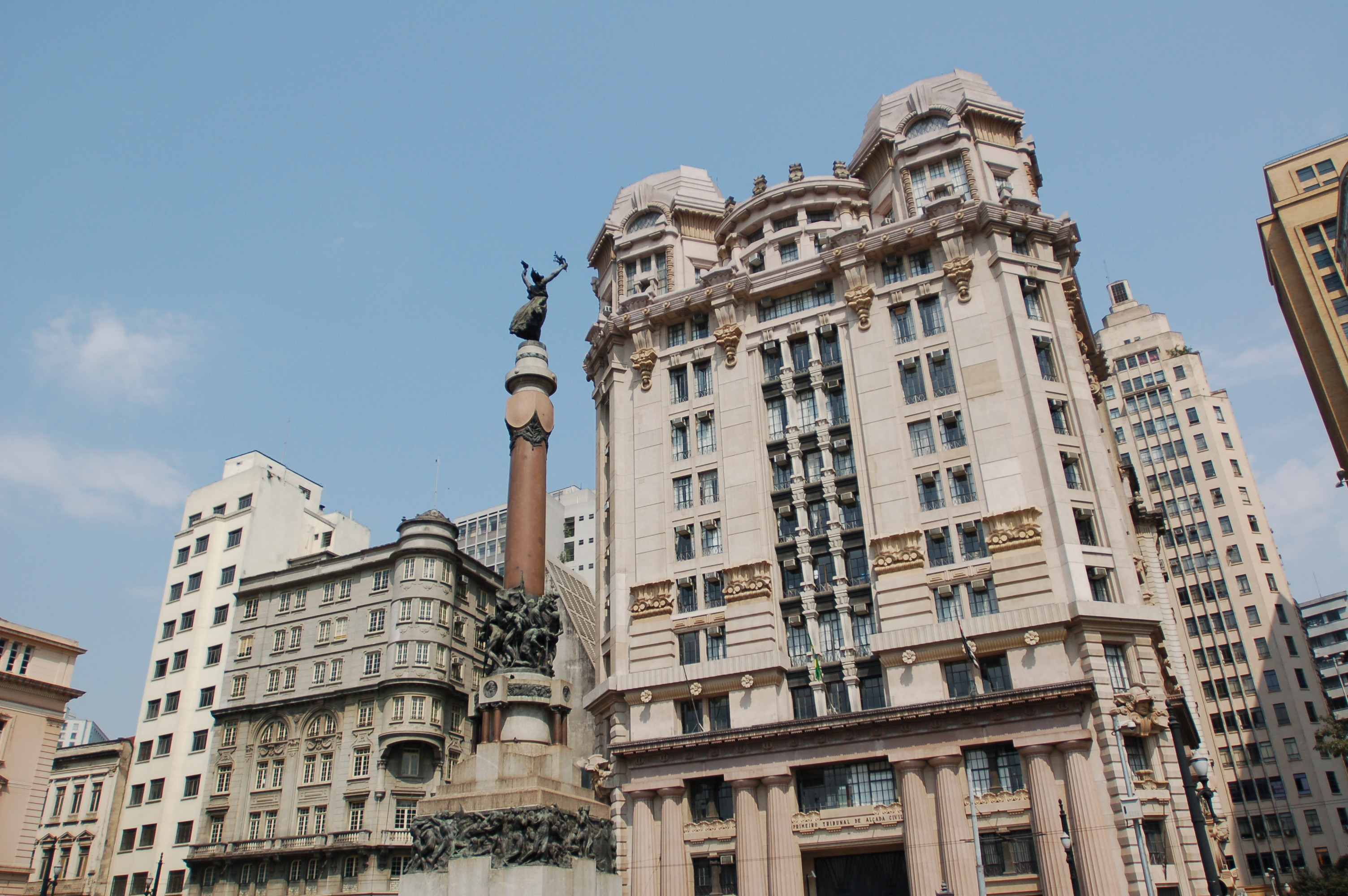
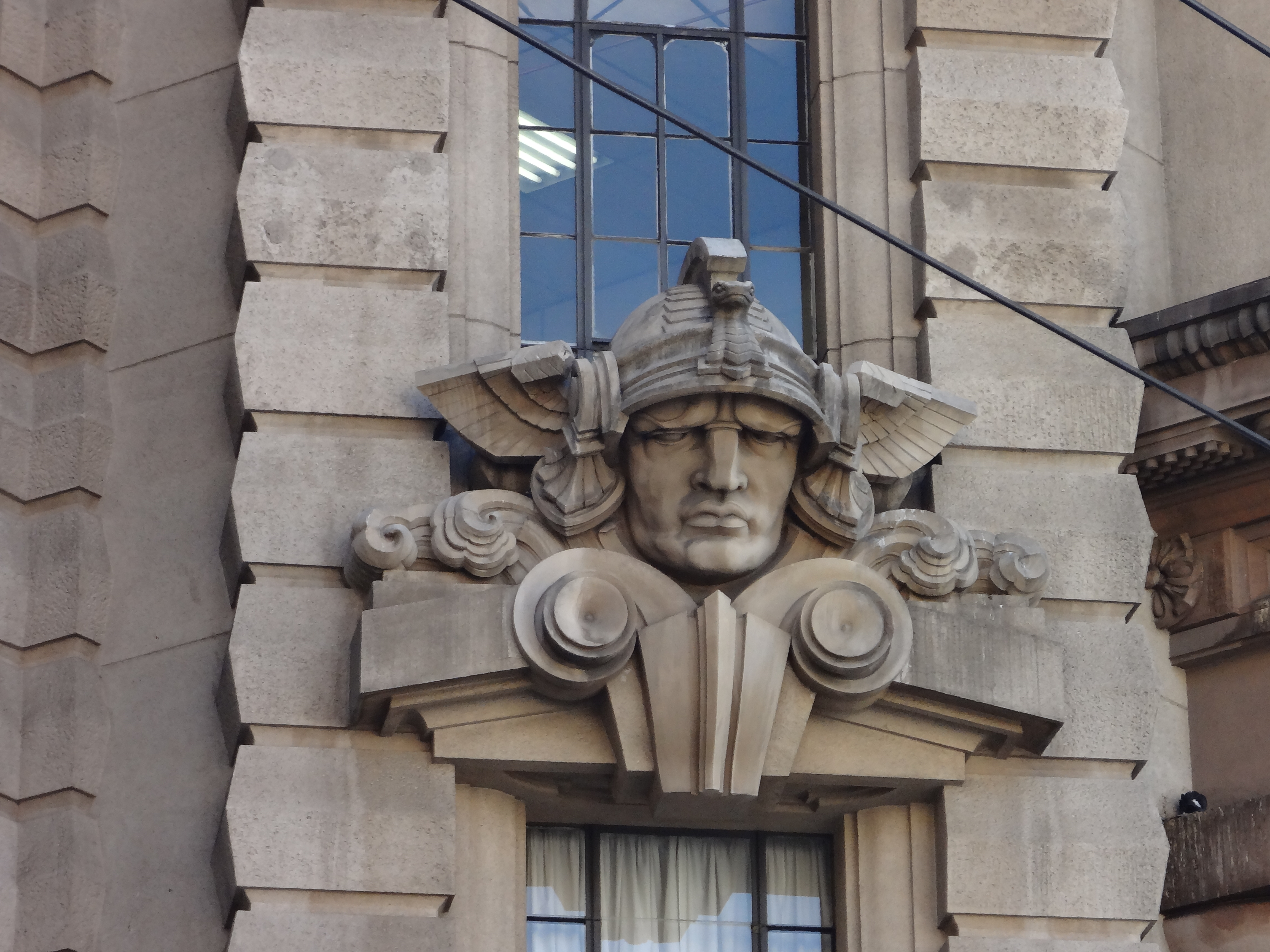